# Liga Evolución de Fútbol Playa – Zona Norte 2024
La Liga Evolución de Fútbol Playa – Zona Norte 2024 (en portugués: Liga Evolução do Futebol de Praia – Zona Norte 2024), denominada oficialmente CONMEBOL Liga Evolución de Fútbol Playa – Zona Norte 2024, fue la sexta edición del campeonato de selecciones que es organizado como parte del Programa Evolución de la Dirección de Desarrollo de la Conmebol. Cinco miembros de la confederación continental participaron en la zona norte con equipos de mayores y menores de 20 años; por lo tanto, participaron un total de 10 equipos.
El torneo contó con cinco fechas donde se enfrentaron todos contra todos en sus respectivas categorías: sub-20 y mayores. Al final de la competencia, se sumaron los puntos de ambas categorías por país, para conocer al vencedor de la Zona Norte, que posteriormente se enfrentará a Paraguay, ganador de la Zona Sur 2024, para definir al campeón sudamericano.

## Conferencia Norte
La asignación actual de los 5 países miembros de la Conmebol en la zona norte es la siguiente:
| Zona Norte                                       |
| ------------------------------------------------ |
| - Brasil - Colombia - Ecuador - Perú - Venezuela |

## Organización

### Sedes
Este año, Perú albergará la Liga Evolución de Fútbol Playa - Zona Norte 2024, que se desarrollará del 16 al 20 de octubre en la ciudad de Lima. El campo donde se desarrollará la competencia será en las arenas de la playa de Agua Dulce, ubicado en el distrito de Chorrillos.
| Perú                                                                    |
| ----------------------------------------------------------------------- |
| Lima                                                                    |
| Playa Agua Dulce, Chorrillos                                            |
| Categorías Sub-20 y Mayor de la Selección Peruana de Fútbol (Foto: FPF) |

### Equipo Arbitral
Los encuentros de la Liga Evolución de Fútbol Playa - Zona Norte 2024 serán dirigidos por árbitros locales de categorías internacional y nacional.
| Árbitros Internacionales (FIFA)                                   | Árbitros Nacionales (FPF)                                                        | Árbitros Nacionales (FPF)                                                               | Árbitros Nacionales (FPF)                                                     | Coordinador (Conmebol) | Preparador Físico (Conmebol) |
| ----------------------------------------------------------------- | -------------------------------------------------------------------------------- | --------------------------------------------------------------------------------------- | ----------------------------------------------------------------------------- | ---------------------- | ---------------------------- |
| - Álex Valdiviezo - Marco Escobar - Micke Palomino - Ramón Blanco | - Alonso Marmanillo - Andreé Merino - César Chávez - Harlem Cocha - Henry Zapata | - Ítalo Gonzáles - Jefferson Zanabria - Jhonatan Torres - José Portilla - Júnior Rivera | - Luis Ciriaco - Rudy Méndez - Santiago Blanco - Víctor Escobar - Yul Galloso | Ivo de Moraes          | Cristian Díaz                |

## Fase Regular - Zona Norte
Los horarios corresponden al huso horario de Perú (PET GMT -5).

### Sub-20
| 16 de octubre de 2024 | Brasil | 3:1 | Colombia | Playa Agua Dulce, Lima      |                             |
| 09:00                 |        |     |          | Árbitro(s): Álex Valdiviezo | Árbitro(s): Álex Valdiviezo |

| 16 de octubre de 2024 | Perú | 1:0 | Ecuador | Playa Agua Dulce, Lima    |                           |
| 13:00                 |      |     |         | Árbitro(s): Marco Escobar | Árbitro(s): Marco Escobar |

| 17 de octubre de 2024 | Brasil | 5:1 | Ecuador | Playa Agua Dulce, Lima    |                           |
| 09:00                 |        |     |         | Árbitro(s): Marco Escobar | Árbitro(s): Marco Escobar |

| 17 de octubre de 2024 | Venezuela | 5:2 | Perú | Playa Agua Dulce, Lima   |                          |
| 13:00                 |           |     |      | Árbitro(s): Ramón Blanco | Árbitro(s): Ramón Blanco |

| 18 de octubre de 2024 | Ecuador | 1:3 | Colombia | Playa Agua Dulce, Lima    |                           |
| 09:00                 |         |     |          | Árbitro(s): Júnior Rivera | Árbitro(s): Júnior Rivera |

| 18 de octubre de 2024 | Venezuela | 2:5 | Brasil | Playa Agua Dulce, Lima      |                             |
| 13:00                 |           |     |        | Árbitro(s): Álex Valdiviezo | Árbitro(s): Álex Valdiviezo |

| 19 de octubre de 2024 | Ecuador | 1:5 | Venezuela | Playa Agua Dulce, Lima     |                            |
| 09:00                 |         |     |           | Árbitro(s): Micke Palomino | Árbitro(s): Micke Palomino |

| 19 de octubre de 2024 | Colombia | 6:3 | Perú | Playa Agua Dulce, Lima   |                          |
| 13:00                 |          |     |      | Árbitro(s): Luis Ciriaco | Árbitro(s): Luis Ciriaco |

| 20 de octubre de 2024 | Colombia | 3:2 | Venezuela | Playa Agua Dulce, Lima     |                            |
| 09:00                 |          |     |           | Árbitro(s): Micke Palomino | Árbitro(s): Micke Palomino |

| 20 de octubre de 2024 | Perú | 1:3 | Brasil | Playa Agua Dulce, Lima     |                            |
| 13:00                 |      |     |        | Árbitro(s): Víctor Escobar | Árbitro(s): Víctor Escobar |

### Mayores
| 16 de octubre de 2024 | Brasil | 11:1 | Colombia | Playa Agua Dulce, Lima     |                            |
| 11:00                 |        |      |          | Árbitro(s): Micke Palomino | Árbitro(s): Micke Palomino |

| 16 de octubre de 2024 | Perú | 4:3 | Ecuador | Playa Agua Dulce, Lima   |                          |
| 15:00                 |      |     |         | Árbitro(s): Ramón Blanco | Árbitro(s): Ramón Blanco |

| 17 de octubre de 2024 | Brasil | 7:1 | Ecuador | Playa Agua Dulce, Lima      |                             |
| 11:00                 |        |     |         | Árbitro(s): Álex Valdiviezo | Árbitro(s): Álex Valdiviezo |

| 17 de octubre de 2024 | Venezuela | 1:2 | Perú | Playa Agua Dulce, Lima     |                            |
| 15:00                 |           |     |      | Árbitro(s): Micke Palomino | Árbitro(s): Micke Palomino |

| 18 de octubre de 2024 | Ecuador | 1:6 | Colombia | Playa Agua Dulce, Lima   |                          |
| 11:00                 |         |     |          | Árbitro(s): Ramón Blanco | Árbitro(s): Ramón Blanco |

| 18 de octubre de 2024 | Venezuela | 2:7 | Brasil | Playa Agua Dulce, Lima    |                           |
| 15:00                 |           |     |        | Árbitro(s): Marco Escobar | Árbitro(s): Marco Escobar |

| 19 de octubre de 2024 | Ecuador | 1:2 | Venezuela | Playa Agua Dulce, Lima     |                            |
| 11:00                 |         |     |           | Árbitro(s): Víctor Escobar | Árbitro(s): Víctor Escobar |

| 19 de octubre de 2024 | Colombia | 3:4 | Perú | Playa Agua Dulce, Lima    |                           |
| 15:00                 |          |     |      | Árbitro(s): Marco Escobar | Árbitro(s): Marco Escobar |

| 20 de octubre de 2024 | Colombia | 5:2 | Venezuela | Playa Agua Dulce, Lima    |                           |
| 11:00                 |          |     |           | Árbitro(s): Júnior Rivera | Árbitro(s): Júnior Rivera |

| 20 de octubre de 2024 | Perú | 2:6 | Brasil | Playa Agua Dulce, Lima      |                             |
| 15:00                 |      |     |        | Árbitro(s): Álex Valdiviezo | Árbitro(s): Álex Valdiviezo |

## Estadísticas

### Tabla general de posiciones
A continuación, se muestra la tabla de posiciones con la sumatoria de puntos obtenidos por ambas categorías (Sub-20 y mayores) de cada país:
| Pos. | País      | Pts. | PJ | PGR | PGE | PGP | PP | Dif. |
| ---- | --------- | ---- | -- | --- | --- | --- | -- | ---- |
| 1    | Brasil    | 24   | 8  | 8   | 0   | 0   | 0  | 36   |
| 2    | Colombia  | 15   | 8  | 5   | 0   | 0   | 3  | 1    |
| 3    | Perú      | 10   | 8  | 2   | 2   | 0   | 4  | -8   |
| 4    | Venezuela | 8    | 8  | 2   | 1   | 0   | 5  | -5   |
| 5    | Ecuador   | 0    | 8  | 0   | 0   | 0   | 8  | -24  |

El ganador de la Liga Evolución de Fútbol Playa - Zona Norte 2024 se enfrentará a Paraguay, ganador de la Zona Sur 2024, para definir al campeón sudamericano.